# Gare de Yuhang
La gare de Yuhang (chinois : 余杭站) est une gare ferroviaire chinoise de la LGV Shanghai - Hangzhou, située dans le district de Yuhang, sous la juridiction de la ville sous-provinciale de Hangzhou, dans la province de Zhejiang.
La gare a été renommée en Gare de Linping-Sud (chinois : 临平南站) le 18 novembre 2021, en raison d'établissement du district de Linping en avril 2021.  

## Situation ferroviaire
Établie à 8 mètres d'altitude, la gare de Yuhang est située au point kilométrique (PK) 144 de la LGV Shanghai - Hangzhou, entre les gares de Haining-Ouest et de Hangzhou-Est.

## Service des voyageurs

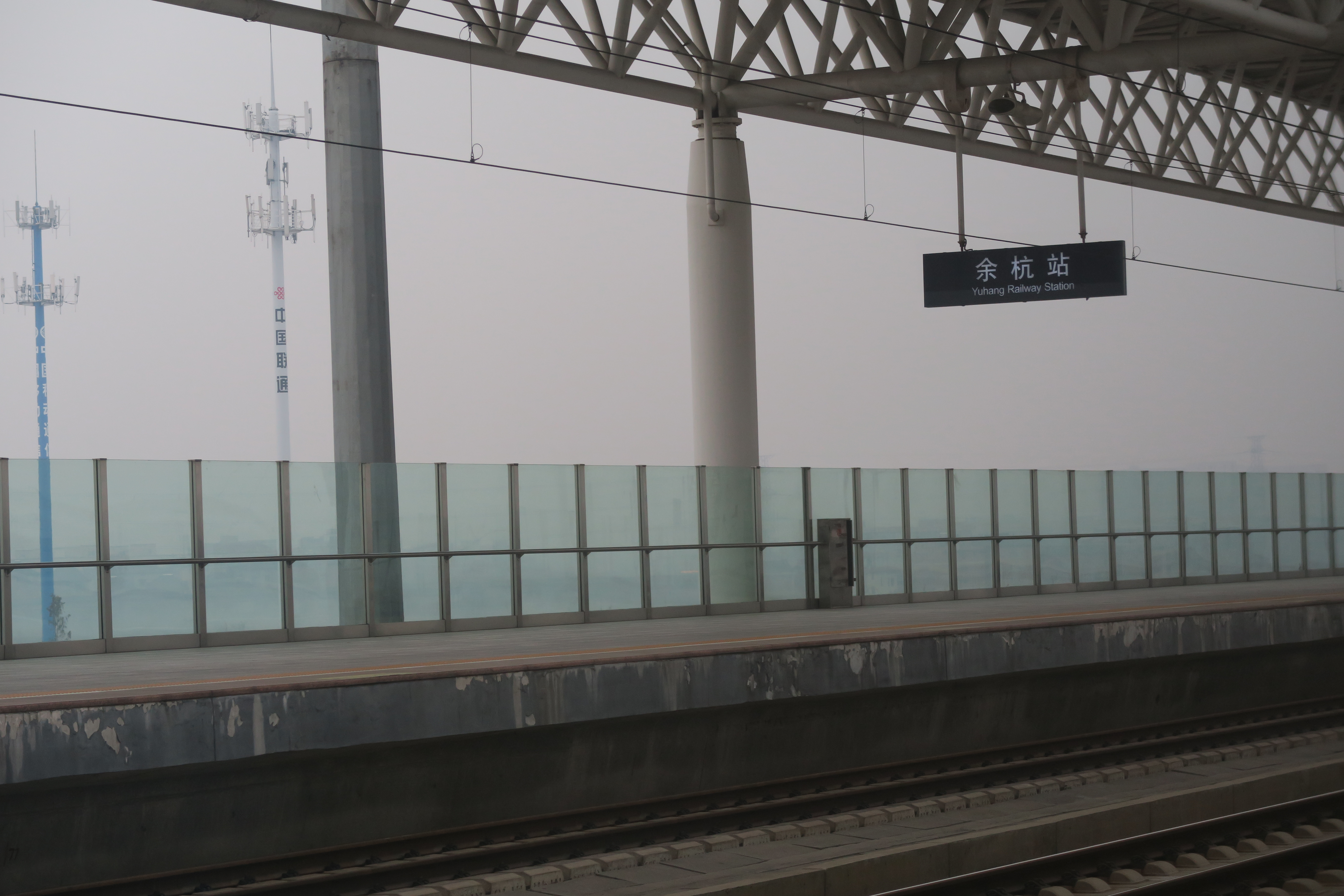
Voie et quai de la gare.